# Passion Fruit (groupe)
Pour les articles homonymes, voir Passion Fruit.
Passion Fruit était un groupe de eurodance-bubblegum dance composé de trois jeunes femmes d'origine néerlandaise, espagnole et allemande :
– Maria Serrano Serrano (née le 26 novembre 1973 à Duisbourg, morte le 24 novembre 2001) ;
– Nathaly (ou Nathalie) van het Ende (née le 2 janvier 1975, morte le 24 novembre 2001) ;
– Debby (Deborah St. Marteen) (née en 1973).
Nommé d'après le fruit de la passion, Passion Fruit remporta des succès avec les chansons dance-pop The Rigga Ding Dong Song en juin 1999, Sun Fun Baby en 2000 et Bongo Man en 2001, devenant plus tard des singles.
Leur style est décrit comme doux et remuant, aux paroles niaiseuses et aux rythmes saisissants, censés refléter les effets du goût d'un fruit de la passion.
Les paroles de Passion Fruit sont principalement en anglais, mais sont parfois aussi en espagnol, allemand et néerlandais.

## La tragédie
Le 24 novembre 2001, le groupe était à bord du vol Crossair 3597 Berlin-Zurich lorsque l'avion s'écrasa sur une colline à quatre kilomètres de l'aéroport de Zurich, près de la ville de Bassersdorf. Maria Serrano Serrano et Nathaly van het Ende y trouvèrent la mort avec Melanie Thornton (chanteuse de La Bouche) qui était aussi à bord de l'avion, tandis que Debby St. Marteen survécut avec de graves blessures ainsi que huit autres personnes.
En décembre 2001, le management de Passion Fruit décida de donner tous les bénéfices de leur single I’m Dreaming of… a Winter Wonderland aux victimes et aux survivants de la tragédie.
Il n'a pas été question d'une nouvelle formation du groupe.

## Discographie

### Albums
- Spanglish Love Affairs (avril 2000)
  - 1. Wonderland (Radio Mix)
  - 2. Rigga Ding Dong Song (édition radio)
  - 3. Sun Fun Baby
  - 4. Do You Remember
  - 5. Xl Holiday
  - 6. Tangomania
  - 7. Hot Tongue Twister (Vamonos)
  - 8. Let’s Go Crazy
  - 9. Passion Gang (Ladadi)
  - 10. Space Attack
  - 11. I Feel So Blue
  - 12. Shine On
  - 13. Wonderland (Bonus)

### Singles
- Wonderland (mars 2000)
- Sun Fun Baby (septembre 2000)
- I’m Dreaming… of a Winter Wonderland (2001)